# فرنسيس جيبسون
فرنسيس جيبسون (بالإنجليزية: Francis Gibson)‏ هو سياسي أمريكي، ولد في 20 نوفمبر 1969. نشط حزبياً في الحزب الجمهوري. وقد انتخب عضو مجلس نواب ولاية يوتا.